# Chiridiochernes platypalpus
Chiridiochernes platypalpus är en spindeldjursart som beskrevs av William B. Muchmore 1972. Chiridiochernes platypalpus ingår i släktet Chiridiochernes och familjen blindklokrypare. Inga underarter finns listade i Catalogue of Life.